# لوک اویل
لوک‌اویل (به روسی: Лукойл) شرکت نفت‌وگاز چندملیتی روسی و دومین شرکت بزرگ نفتی در کشور روسیه است. ظرفیت تولید نفت خام این شرکت در سال ۲۰۱۲ به‌طور متوسط معادل ۱٫۹ میلیون بشکه در روز اعلام شد. بنابر اعلام انجمن مهندسی نفت، مجموع نفت درجای شرکت لوک اویل هم‌اکنون بالغ بر ۱۹ میلیارد بشکه برآورد می‌شود، که از نظر مالکیت ذخایر اثبات شده نفت و گاز در میان شرکت‌های غیردولتی، پس از اکسان‌موبیل، دومین شرکت بزرگ نفتی جهان محسوب می‌شود.
دفتر مرکزی لوک‌اویل در شهر مسکو قرار دارد. اکثریت سهام این شرکت در اختیار واحد علی‌اکبروف می‌باشد. شرکت لوک‌اویل فعالیت‌های نفت‌ و گاز گسترده‌ای در بیش از ۴۰ کشور جهان دارد.

## تاریخچه
لوک‌اویل در سال ۱۹۹۱ تأسیس شد، زمانی‌که ۳ شرکت نفتی دولتی توسط وزیر پیشین نفت شوروی؛ واگیت آلکپروف با هم ادغام شده و لوک‌اویل را تشکیل دادند. 
این شرکت‌ها عبارت بودند از :
- لانگپاس‌نفته‌گاز (Langepasneftegaz)
- اورای‌نفته‌گاز (Urayneftegaz)
- کوگالیم‌نفته‌گاز (Kogalymneftegaz)

واژه لوک؛ (LUK) از حروف اول نام هر شرکت اقتباس شده‌است. یعنی: حرف ل (L) از ابتدای لانگپاس‌نفته‌گاز (Langepasneftegaz)، حرف و (U) از اورای‌نفته‌گاز (Urayneftegaz) و همچنین حرف ک (K) از کوگالیم‌نفته‌گاز (Kogalymneftegaz) که نام لوک اویل (LUKOil) را تشکیل داده‌اند...
آلکپروف معتقد بود که تنها راه مقابله اقتصادی روس‌ها با ایالات متحده و شرکت‌های غربی، ساخت شرکت‌هایی مشابه و کپی از مدل اقتصادی غرب است. وی با این ایده، شرکت نفتی لوک‌اویل را پایه‌گذاری کرد.
این ۳ شرکت هر یک در بخش جداگانه‌ای از صنعت نفت روسیه فعالیت می‌کردند، که با ادغام آن‌ها لوک‌اویل باید هر ۳ بخش اکتشاف، پالایش و پخش را یک‌جا مدیریت می‌کرد، که پایه این نظریه با نظام اقتصادی اتحاد جماهیر شوروی سابق کاملاً متفاوت و حتی متضاد بود.
این شرکت تابه‌حال بیشترین میزان مالیات را به دولت روسیه پرداخت کرده‌است. به عنوان مثال؛ در طول سال مالی ۲۰۱۰ معادل ۳۰،۲ میلیارد دلار مالیات عاید دولت روسیه کرد. لوک‌اویل نخستین شرکت روسی بود که وارد بازار بورس لندن شد. همچنین در سال ۱۹۹۴ این شرکت از نخستین شرکت‌هایی بود که آغاز به عرضه بخشی از سهام خود در بازار تازه تأسیس بورس مسکو نمود.
در ماه آوریل سال ۲۰۱۳ شرکت لوک‌اویل با مدیران شرکت هس کورپوریشن برای خریداری تأسیسات و دارایی‌های مستقر در روسیه این شرکت به توافق رسید که در پی آن شعبه هس کورپوریشن روسیه با ارزش ۲٫۰۵ میلیارد دلار به شرکت لوک‌اویل واگذار شد.

## اکتشاف و تولید

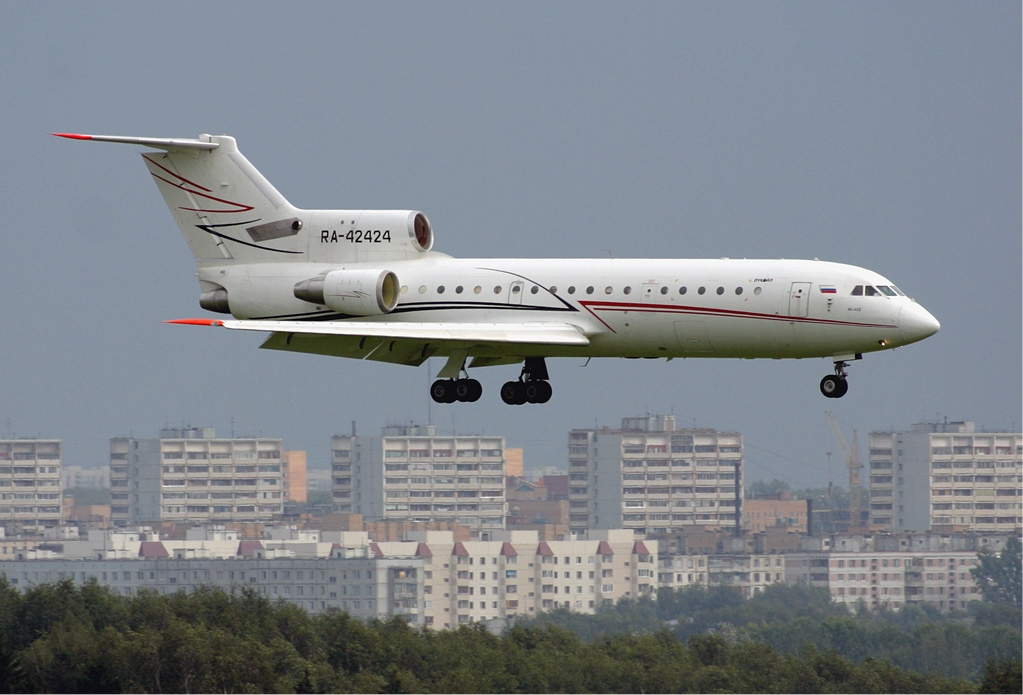
هواپیمای یاکوولف، متعلق به شرکت هواپیمایی لوک‌اویل

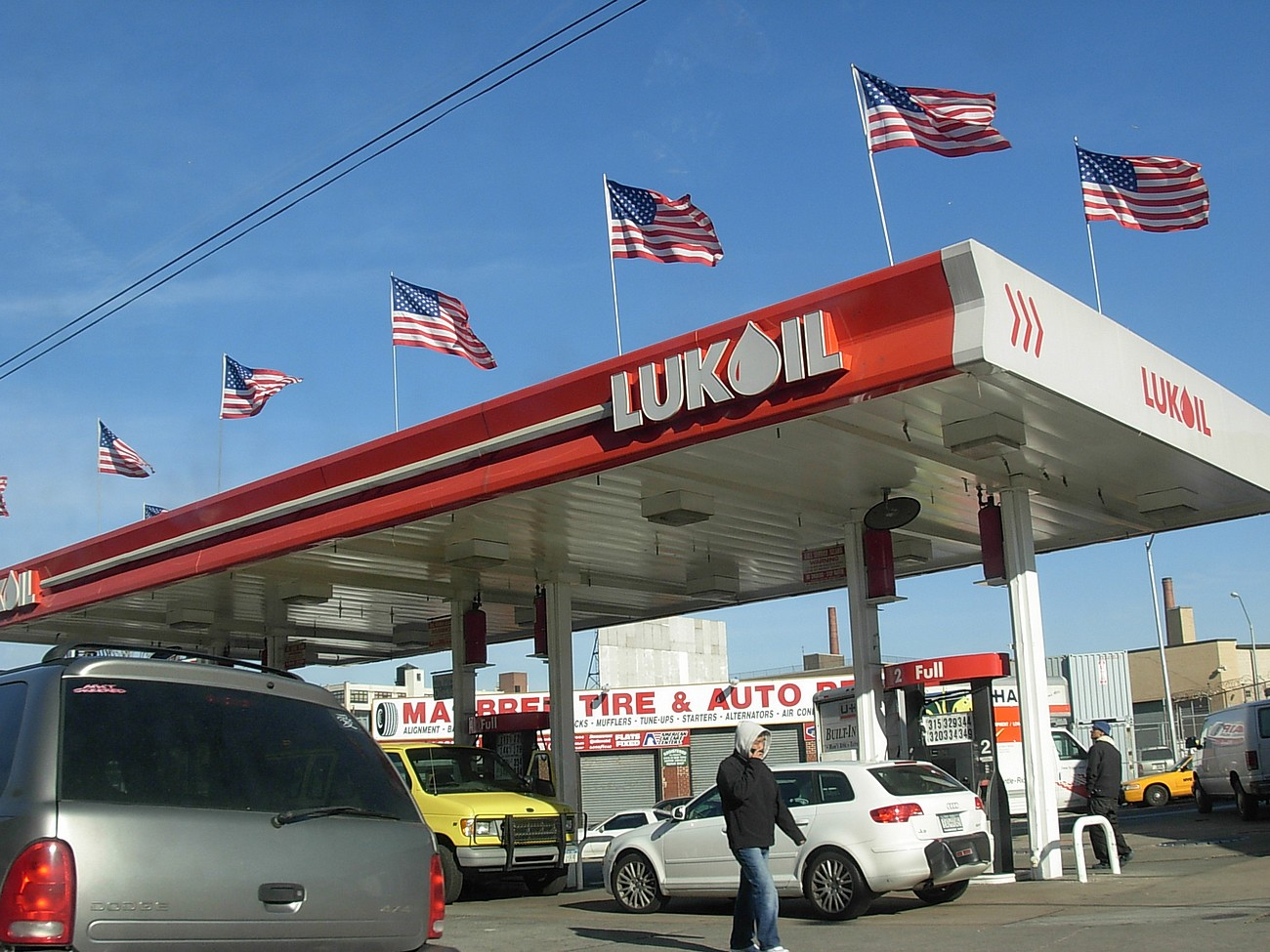
پمپ بنزین لوک‌اویل، در نیویورک

لوک‌اویل بلافاصله پس از تأسیس با توجه به تخصص و نیروی‌کاری که از ۳ شرکت کهنه‌کار تشکیل‌دهنده به این کمپانی تزریق شده‌ بود، شروع به فعالیت در حوزه اکتشاف و تولید نفت خام و گاز طبیعی، در کشور روسیه و کمی بعد در کشور اوکراین نمود. 
میزان رشد و پیشرفت در این شرکت به‌گونه‌ای پیش رفت که تا سال ۲۰۰۸ در ۳۰ کشور جهان دارای پروژه‌های گسترده بالادستی بود. کشورهایی که شرکت نفتی لوک‌اویل در محدوده جغرافیایی آن‌ها به صورت عمده فعالیت می‌نماید عبارتند از :
- جمهوری آذربایجان
- بلژیک
- بلغارستان
- کلمبیا
- مصر
- قزاقستان
- ایران
- عراق
- عربستان سعودی
- ازبکستان
- ونزوئلا

### تولید نفت

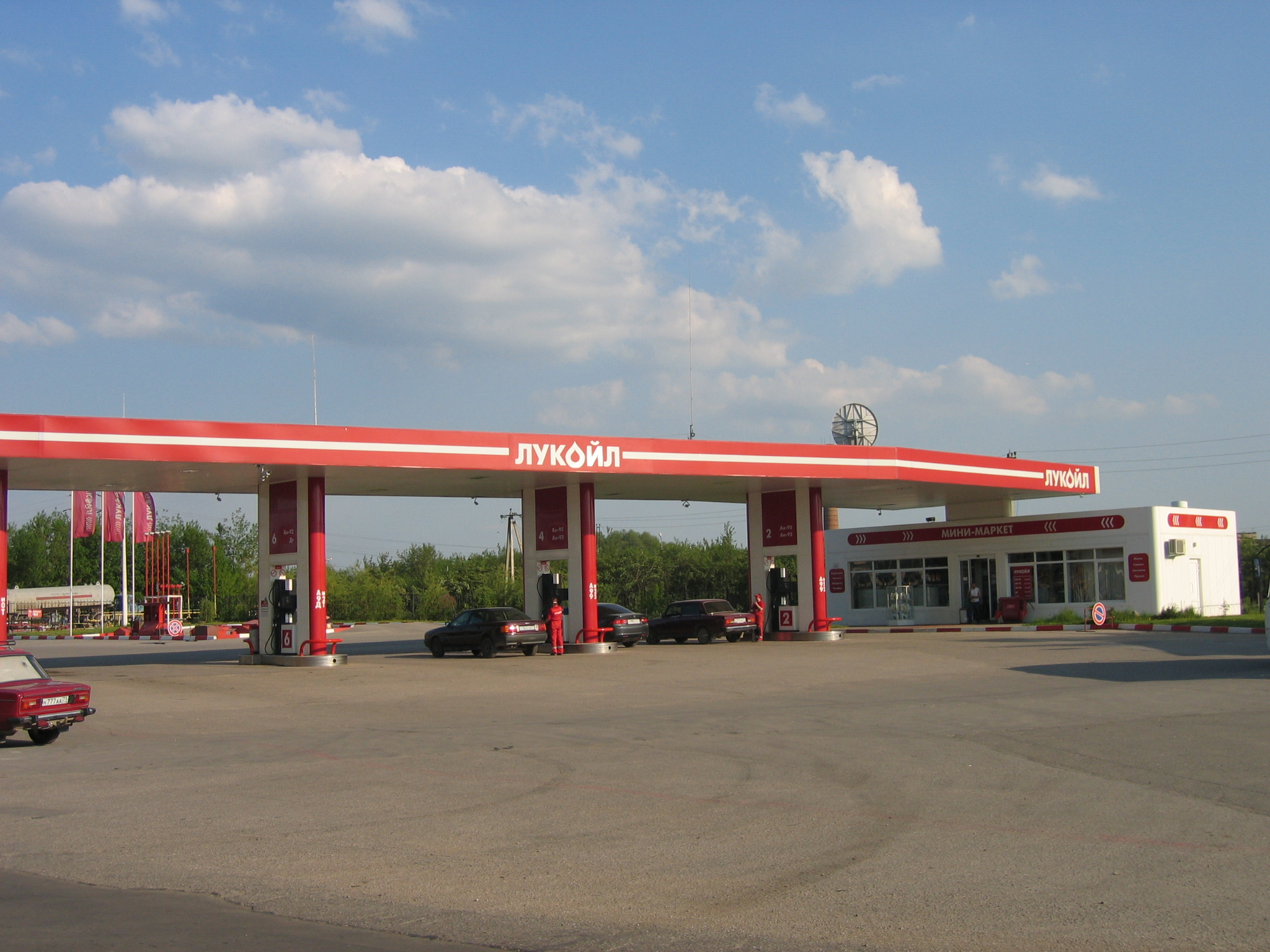
پمپ بنزین لوک‌اویل، در تولا، روسیه

تولید نفت شرکت لوک‌اویل، بر پایه محل استخراج و بر مبنای میلیون تُن در طول سال‌های ۲۰۰۴ تا ۲۰۰۹ به صورت زیر می‌باشد. 
| منطقه        | ۲۰۰۴   | ۲۰۰۵   | ۲۰۰۶   | ۲۰۰۷   | ۲۰۰۹   |
| ------------ | ------ | ------ | ------ | ------ | ------ |
| روسیه        | ۸۲٫۷۲۰ | ۸۶٫۲۷۷ | ۸۹٫۵۶۱ | ۹۱٫۱۰۰ | ۹۱٫۸۶۸ |
| غرب سیبری    | ۵۶٫۳۵۱ | ۵۸٫۴۶۹ | ۵۹٫۷۶۴ | ۵۹٫۹۱۷ | ۵۲٫۹۶۲ |
| اورال        | ۱۰٫۰۸۲ | ۱۰٫۳۰۷ | ۱۰٫۹۲۳ | ۱۱٫۲۵۷ | ۱۲٫۰۴۲ |
| ولگا         | ۳٫۱۷۵  | ۳٫۲۱۰  | ۳٫۲۱۴  | ۳٫۲۴۰  | ۳٫۰۷۲  |
| تیمان-پاچورا | ۱۱٫۷۳۲ | ۱۲٫۴۷۶ | ۱۳٫۶۰۱ | ۱۴٫۵۷۶ | ۲۱٫۶۶۲ |
| مناطق‌دیگر    | ۱٫۳۸۰  | ۱٫۸۱۵  | ۲٫۰۵۹  | ۲٫۱۱۰  | ۲٫۱۳۰  |
| بین‌المللی    | ۳٫۴۸۰  | ۳٫۸۸۱  | ۵٫۶۷۴  | ۵٫۵۴۵  | ۵٫۷۴۷  |
| مجموع        | ۸۶٫۲۰۰ | ۹۰٫۱۵۸ | ۹۵٫۲۳۵ | ۹۶٫۶۴۵ | ۹۷٫۶۱۵ |
| منبع:        |        |        |        |        |        |

## ذخایر
در ژانویه ۲۰۰۹ این شرکت مالک ۱۴٫۵ میلیارد بشکه ذخایر نفت خام و معادل ۲۹٫۳ تریلیون فوت مکعب ذخایر گاز طبیعی بوده‌است. طبق اعلام انجمن مهندسی نفت مجموع نفت درجای شرکت لوک اویل تا سال ۲۰۱۳ به میزان ۱۹ میلیارد بشکه افزایش داشته‌است، که از نظر مالکیت ذخایر اثبات شده نفت و گاز در میان شرکت‌های نفتی غیردولتی، پس از اکسان‌موبیل، دومین شرکت بزرگ نفتی جهان محسوب می‌شود.

## پالایش و پتروشیمی

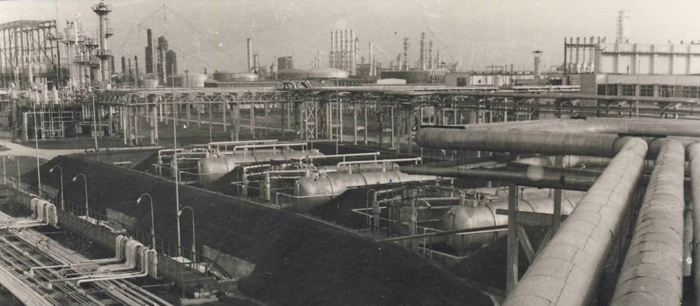
پالایشگاه پتروتل لوک‌اویل، در رومانی

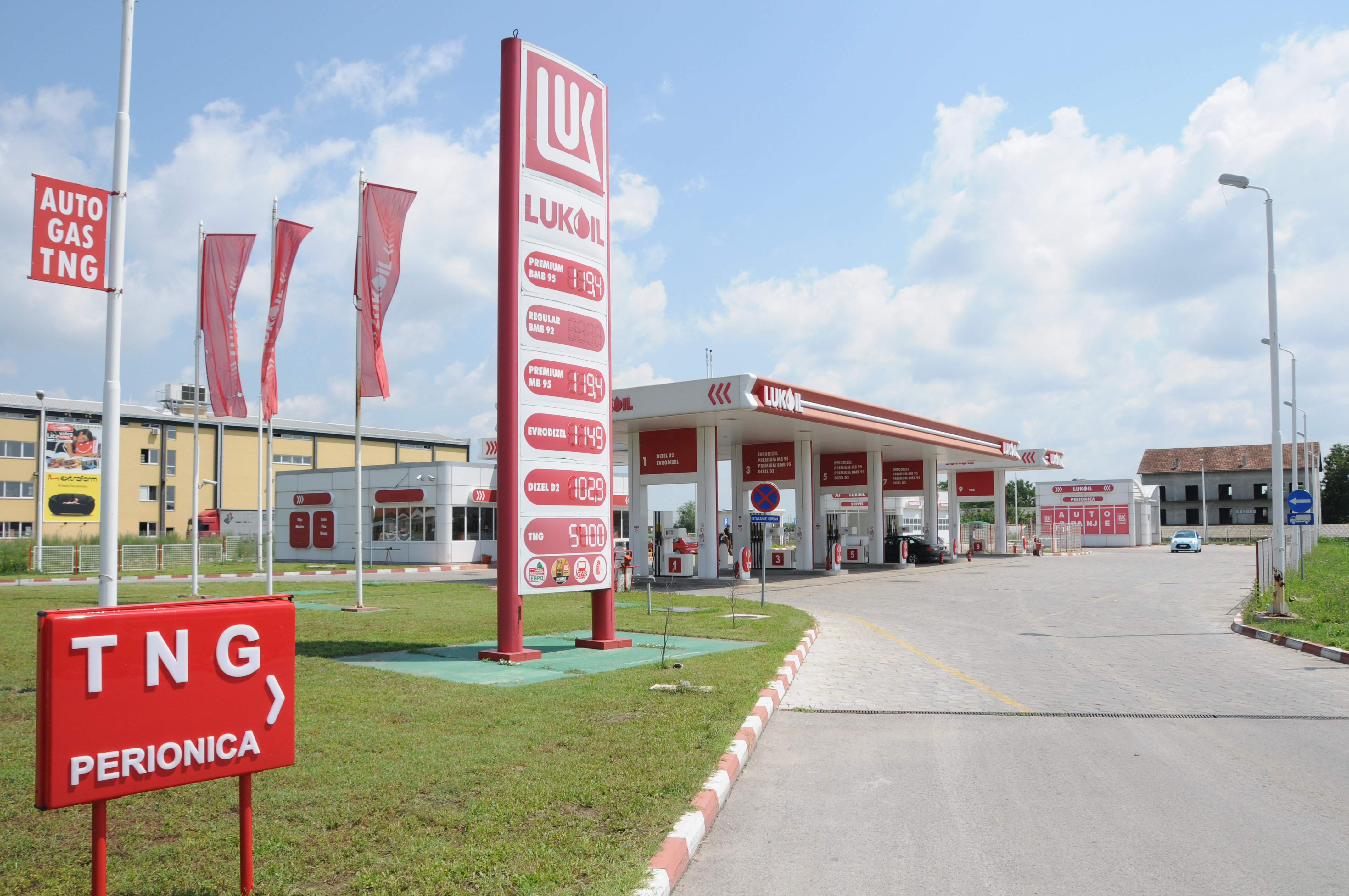
پمپ بنزین لوک‌اویل، در صربستان

### پالایش
لوک‌اویل مالک ۷ شرکت پالایش نفت در شرق اروپا می‌باشد. این شرکت در مجموع ظرفیت پالایشی معادل ۵۴،۱ میلیون تن را دارا می‌باشد. لوک‌اویل همچنین مالک ۴۹ درصد از سهام پالایشگاه ایساب در سیسیل، ایتالیا است. 
| کشور      | نام پالایشگاه یا شرکت پالایش نفت | محل      | تأسیس | مالکیت | ظرفیت، میلیون تُن |
| --------- | -------------------------------- | -------- | ----- | ------ | ---------------- |
| روسیه     | لوک‌اویل-نیژگورد                  | کستوفو   | ۱۹۵۸  | ۲۰۰۰   | ۱۵٬۰             |
| روسیه     | لوک اویل-پرم                     | پرم      | ۱۹۵۸  | ۱۹۹۱   | ۱۲٬۰             |
| روسیه     | لوک‌اویل-ولگوگرادنفته‌پربوبوتکا    | ولگوگراد | ۱۹۵۷  | ۱۹۹۱   | ۹٬۹              |
| روسیه     | لوک‌اویل-اوختا                    | اوختا    | ۱۹۳۴  | ۲۰۰۰   | ۳٬۷              |
| اوکراین   | لوک‌اویل-اودسا نفته‌پراباتی‌وایوسچی | اودسا    | ۱۹۳۷  | ۱۹۹۹   | ۳٬۶              |
| بلغارستان | لوک‌اویل نفتوچیم بورگاس           | بورگاس   | ۱۹۶۴  | ۱۹۹۹   | ۷٬۵              |
| رومانی    | پتروتل-لوک‌اویل                   | پلویشت   | ۱۹۰۴  | ۱۹۹۸   | ۲٬۴              |
| ایتالیا   | ایساب                            | سیسیل    | ۱۹۷۵  | ۲۰۰۸   | ۱۶٬۰             |
| هلند      | تی‌آران                           | ولسینگن  | ۱۹۷۳  | ۲۰۰۹   | ۷٬۹              |

### پتروشیمی
شرکت لوک‌اویل، دارای سه مجتمع پتروشیمی می‌باشد. بخش محصولات پتروشیمی لوک‌اویل، تحت مدیریت شرکت لوک‌اویل نفته‌کم، که از شرکت‌های تابعه این کمپانی می‌باشد، اداره می‌شود. کارخانه‌های پتروشیمی لوک‌اویل، در شهرهای ساراتوف، کالوش و بودنوفسک قرار دارند.

## فروش بنزین

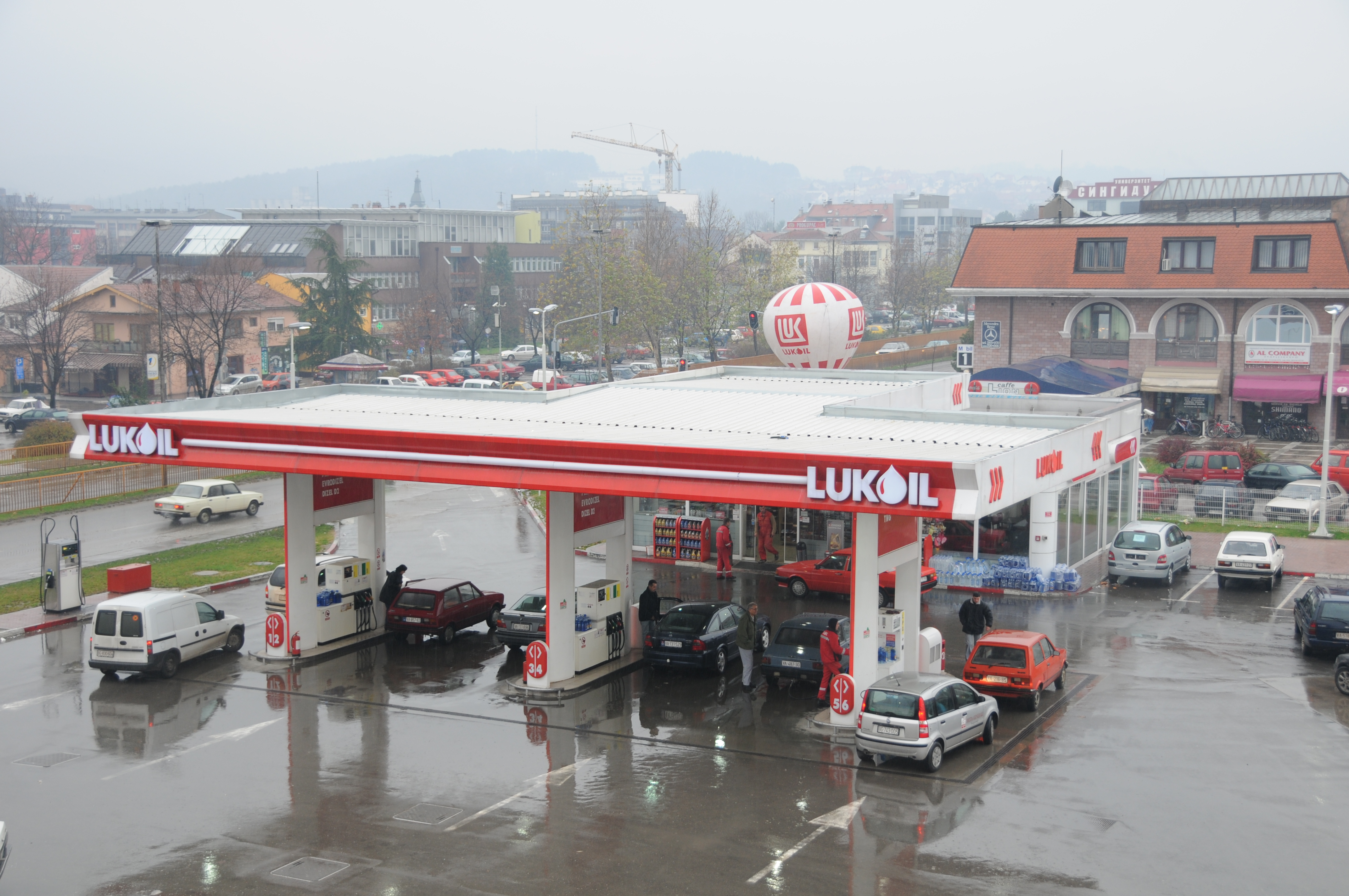
پمپ بنزین لوک‌اویل، در والیفو صربستان

لوک‌اویل در روسیه مالک ۵۹ جایگاه پمپ بنزین است. این شرکت در ۲۴ کشور دیگر نیز جایگاه‌های پمپ بنزین متعددی از طریق شرکت‌های تابعه خود دارد. 
- آذربایجان، بلاروس، بلژیک : شرکت تابعه جت اویل
- بلغارستان، کرواسی : توسط لوک‌اویل کرواسی
- قبرس، جمهوری چک، اسلواکی : شرکت تابعه جت اویل
- استونی، فنلاند : شرکت تابعه تاب‌ویل
- گرجستان، مجارستان، ایتالیا، لتونی، لیتوانی، جمهوری مقدونیه، مولداوی، مونته نگرو، لهستان : شرکت تابعه جت و از سال ۲۰۰۸ به بعد؛ با نام تجاری لوک‌اویل
- رومانی، صربستان، ترکیه، ایالات متحده آمریکا و اوکراین : با نام لوک‌اویل

تا پایان سال ۲۰۰۶ این شرکت مالک ۱۹۷ مخزن ذخیره‌سازی فراورده‌های نفتی و شبکه گسترده‌ای از ۶٫۰۹۰ جایگاه پمپ بنزین در سراسر جهان بود.
لوک‌اویل همچنین دارای ۴ پالایشگاه نفت در روسیه با ظرفیت پالایش ترکیبی در حدود ۴۴،۱ میلیون تن و ۳ پالایشگاه در خارج از روسیه می‌باشد. 

## لوک‌اویل ریسینگ

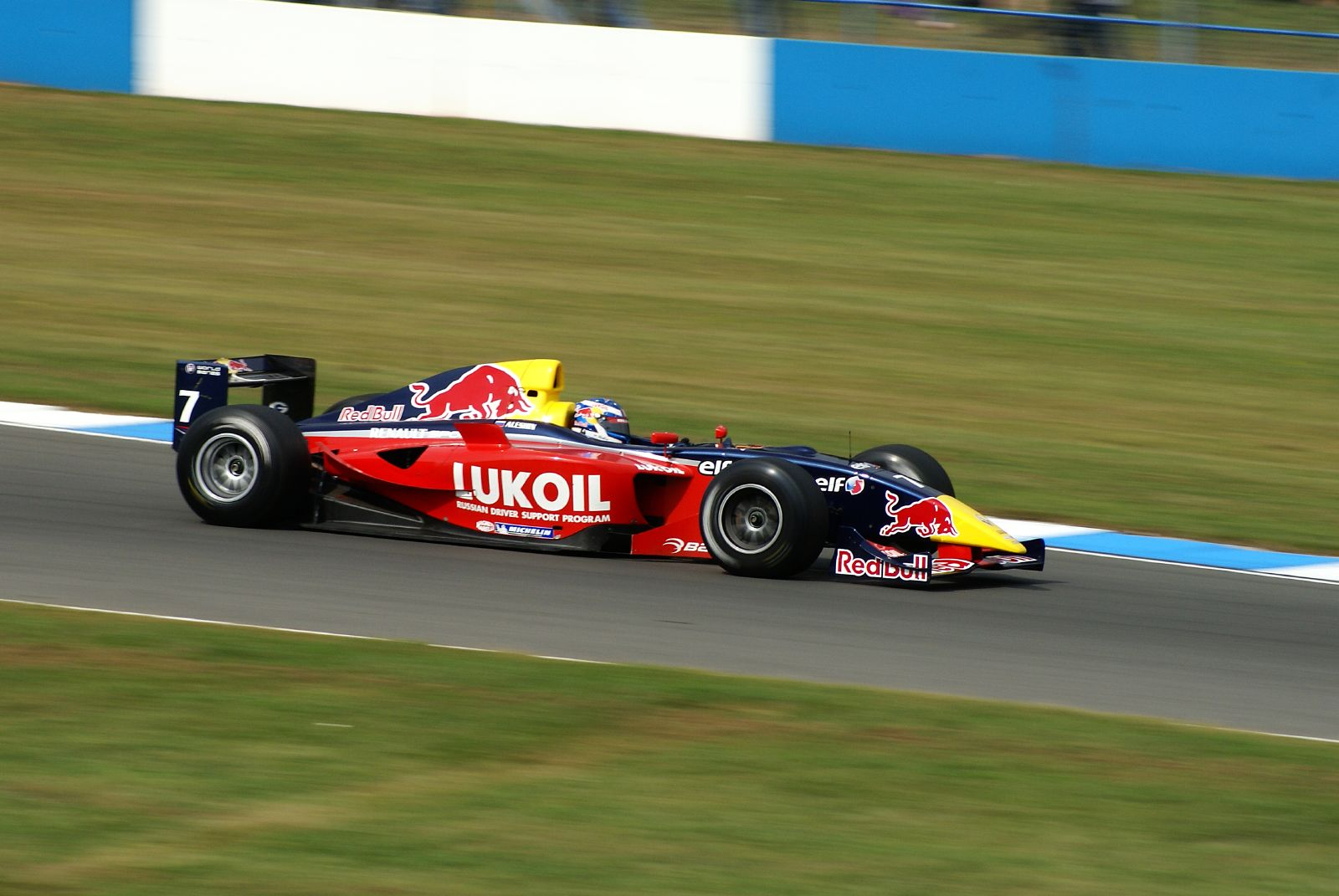
میخائیل آلشین، با اتومبیل رنو سری ۳٫۵

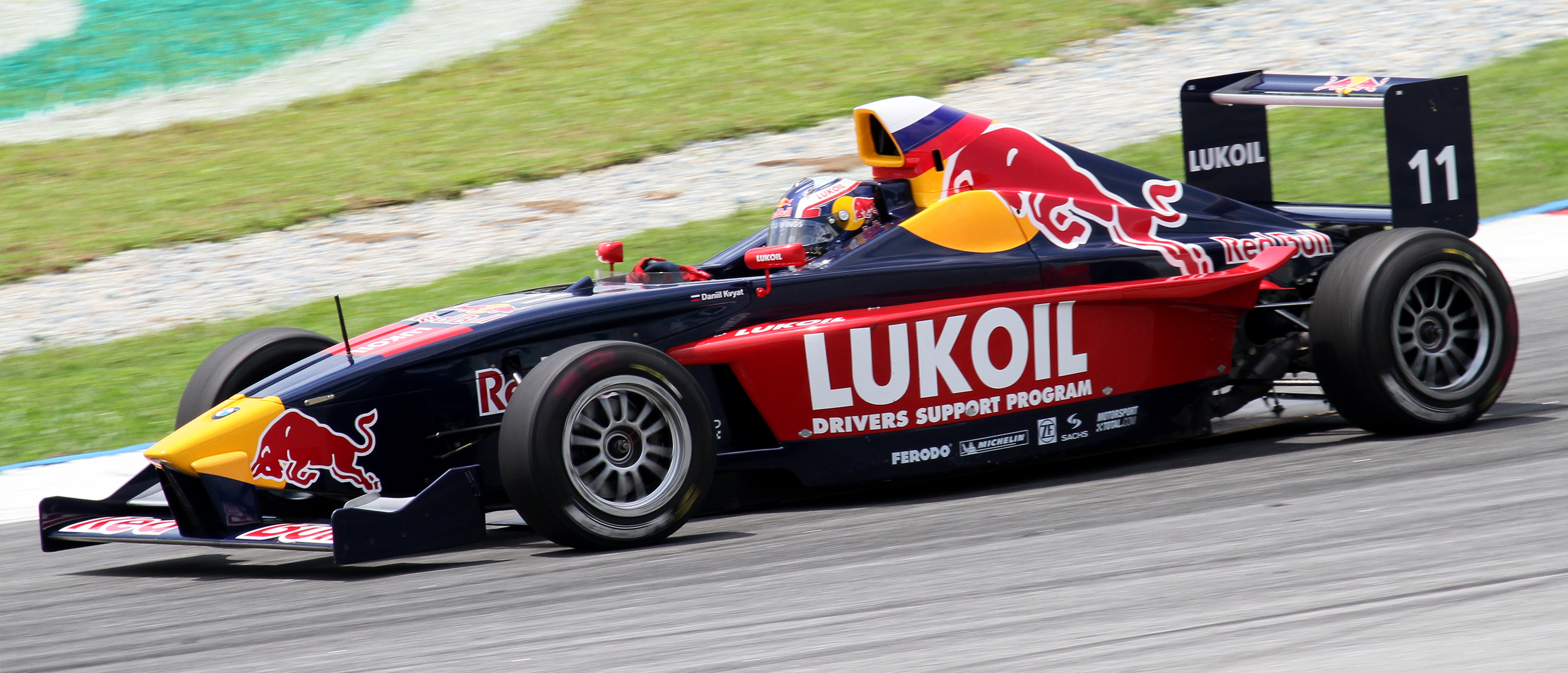
دانیل کویات، راننده بی‌ام‌دبلیو با نشان لوک‌اویل

لوک‌اویل ریسینگ شرکت اتومبیلرانی روس است، که به عنوان یکی از تیم‌های برجسته در مسابقات اتومبیل‌رانی فرمول یک و مسابقات موتور اسپرت بشمار می‌آید. فعالیت‌های این شرکت شامل مدیریت، آموزش راننده، پشتیبانی، مهندسی و ارائه خدمات فنی می‌باشد. 
لوک‌اویل در ۱۰ سال گذشته موفقیت‌های قابل‌توجهی در مسابقات اتومبیل‌رانی در کشور روسیه، همچنین در اروپا به‌دست آورده‌است. لوک‌اویل ریسینگ دارای رکورد ۶۰ قهرمانی در طول یک سال بوده که در این رشته در تاریخ اتحاد جماهیر شوروی سابق و روسیه از این لحاظ رکورد دار می‌باشد.

## میدان‌ها دریای آرال
معاون نخست وزیر ازبکستان؛ ارگاش شایسموف در تاریخ ۳۰ اوت ۲۰۰۶ اعلام کرد؛ که دولت ازبکستان و کنسرسیوم بین‌المللی شامل: شرکت‌های ازبک‌نفته‌گاز، لوک‌اویل، پتروناس، شرکت ملی نفت کره و شرکت ملی نفت چین، توافق‌نامه‌ای به‌منظور اکتشاف نفت، توسعه و تولید نفت و گاز در میدان‌ها دریای آرال امضا نمودند.
در ضمن، دو کمپانی نفتی توافق کرده‌اند که به‌طور مشترک توسعه حوضه نفت و گاز در شمال منطقه "تیمان-پاچورا" در (جمهوری کومی) را انجام داده، همچنین توسعه "میدان نفتی قورا" را به صورت مشترک به اجرا در آورند. این میدان در غرب عراق قرار دارد و یکی از بزرگترین میدان‌ها نفتی این کشور می‌باشد.

## سهامداران عمده

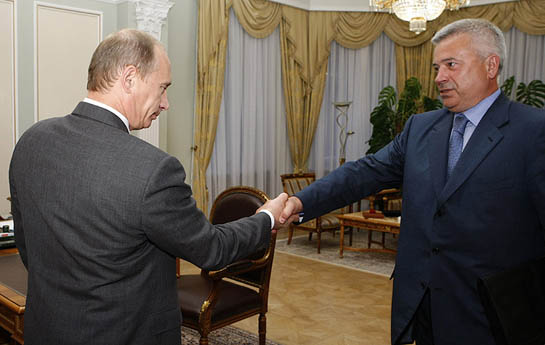
واگیت آلکپروف در کنار ولادمیر پوتین

مدیران ارشد شرکت لوک‌اویل ۵۱ درصد از سهام لوک‌اویل را در کنترل خود دارند و در حدود ۲۰ درصد از سهام این شرکت متعلق به کمپانی آمریکایی کونوکو فیلیپس است. بقیه سهام آن نیز به صورت سهام شناور می‌باشد.
موسس، مدیرعامل و نایب رئیس هیئت مدیره شرکت لوک‌اویل، واحد علی‌اکبروف است. اعضای هیئت مدیره لوک‌اویل در تاریخ ۲۸ ژوئن ۲۰۰۵ انتخاب شدند. درحال‌حاضر، "والری گرایفر"، رییس هیئت مدیره شرکت لوک‌اویل می‌باشد.

## مشارکت با کونوکو فیلیپس
در سپتامبر ۲۰۰۴ شرکت نفتی آمریکایی کونوکو فیلیپس ۷٫۶ درصد از سهام لوک‌اویل را خریداری نمود و توافقنامه‌ای میان ۲ شرکت به امضا رسید، که شرکت آمریکایی را قادر می‌سازد میزان مالکیت خود را در آینده تا مرز ۲۰ درصد افزایش دهد.